# Antoni Llampallas i Alsina
Antoni Llampallas i Alsina (El Masnou, Maresme, 1855 - Barcelona, Barcelonès, 1923) fou un notari que exercí les seues funcions a Ulldecona (1883), Blanes (1883-1890), Badalona (1891-1921) i Barcelona (1921-1923).
Signà el Missatge a la Reina Regent (1888) i, adherit a la Unió Catalanista, fou designat delegat a l'Assemblea de Manresa (1892).